# Première circonscription d'Alemaya
La première circonscription d'Alemaya est une des 177 circonscriptions législatives de l'État fédéré Oromia, elle se situe dans la Zone Est Hararghe. Sa représentante actuelle est Muna Ahmed Semid.